# آنا اورسو
آنا اورسو (ایتالیایی: Anna Orso؛ ‏ ۱۱ دسامبر ۱۹۳۸ – ۱۴ اوت ۲۰۱۲) بازیگر اهل ایتالیا بود که بیش از ۵۰ سال در این حوزه فعالیت داشت.
از فیلم‌ها یا مجموعه‌های تلویزیونی که وی در آن نقش داشته‌است می‌توان به جادوگران تاریکی، فیلمبرداری در پالرمو، کتاب مقدس، زندگی در آب با استیو زیسو، جهش در تاریکی، راهنمای عشق، کاگلیوسترو، شیطان در بدن، من و پسرم – ماجراهای جدید برای کمیسر ویوالدی و من و پادشاه اشاره کرد.